# Miami Fusion
Miami Fusion a fost o echipă de fotbal profesionist din Fort Lauderdale, Florida. Au jucat în Major League Soccer (MLS) timp de 4 sezoane, din 1998 până în 2001. Anunțat în 1997, ca unul dintre cele două noi cluburi MLS, cel mai bun sezon a fost cel din 2001, an în care au câștigat Supporters' Shield. În 2002, după 4 ani în care vânzările de bilete și încasările au fost sub așteptări, MLS a decis să retragă echipa din campionat. Fusion își disputa meciurile de acasă pe Lockhart Stadium.